# Paaltjespikken

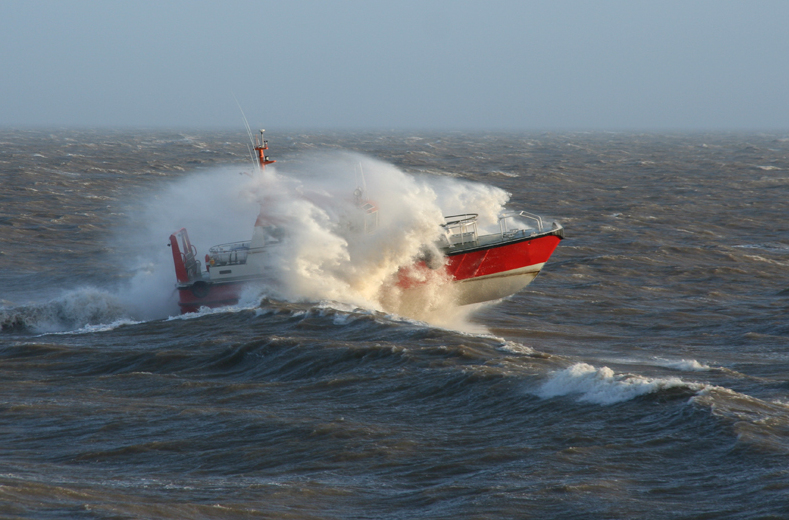

Paaltjespikken of paaltjesrijden is een term waarmee zowel in de zeevaart als de binnenvaart het effect wordt aangeduid, dat vaak optreedt als een schip tegen een hoge golf opvaart, omhoog komt en weer op het water slaat. Het is het gevoel alsof het schip plotseling op iets massiefs als een paal slaat. Dit wordt veroorzaakt door de klap die het schip krijgt, als het voorschip in de golf uit het water komt en in het golfdal daarna weer op het water klapt. Voor minder ervaren opvarenden is het een schrikwekkende ervaring als het aan boord bij flinke zeegang voor het eerst optreedt. Het geeft geen problemen, omdat het schip op dit effect is berekend, hoewel de bodembeplating het zwaar te verduren krijgt.
Een manier om het te voorkomen is het aanpassen van de rompvorm van het voorschip, zodanig dat het schip het water als het ware doormidden klieft. Door het verminderde opdrijvend vermogen van het voorschip wordt de opgaande beweging vertraagd en treedt het effect bij zo'n bijlboeg niet meer op.